# Мазда RX-8
Мазда RX-8 је спортски аутомобил произведен од стране јапанског произвођача аутомобила Мазда између 2002. и 2012. године. Први пут је приказан 2001. године на међународном сајму аутомобила у Северној Америци. Наследник је RX-7 и попут његових претходника, покреће га ротациони мотор „Ванкел мотор”. RX-8 је био доступан у продаји у Северној Америци од 2003. године.
Мазда је 23. августа 2011. године објавила да би RX-8 требало бити укинут 2012. године која ће представљати последњу годину доступности овог модела. RX-8 је уклоњен са европског тржишта 2010. године, јер није испунио стандарде о емисији гасова.

## Прошлост
Мазда је 1971. године у САД представила возила са ротационим мотором, почевши од R100 и на крају представила RХ-2, RХ-3, RХ-4, RХ-5 и три генерације спортског аутомобила RX-7 на светском тржишту. Међутим, због недостатка погодности, упоредо са високом ценом и падом интересовања за спортске аутомобиле и купе (енгл. Coupe) кабином у то време, Мазда је одлучила да повуче RX-7 са већине главних тржишта осим Јапана. Након 1995. године, Мазда је имала врло мало и релативно обичне производе у САД-у, осим МХ-5 Миата модела.
Како је популарност крајем деведесетих за аутомобиле високих перформанси порасла, јапански произвођач аутомобила се вратио на тржиште аутомобила високих перформанси и спортских возила. Поред тога, Мазда се за то време трудила да подмлади, делимично уз финансијску и менаџерску помоћ свог новог власника Форда (енгл. Ford) и развије нову линију производа висококвалитетних аутомобила са пожељним стилом и врхунском динамиком вожње. Маздине следеће генерације спортских аутомобила су долазиле са ротационим мотором.
RX-8 је настао од два претходника (RX-7 и Мазде Космо), при чему су спољне димензије RX-8 биле нешто мање од Космо модела. Мазда је одлучила да се у RX-8 уграђује 2.0 литарски мотор кодног броја 20Б-РЕВ, који је претходно уграђиван до 1996. године у Космо моделу. У Јапану је на продају утицала чињеница да RX-8 није у складу са прописима о димензији јапанске владе, а јапански купци били су дужни да плаћају годишње таксе за вожњу већег аутомобила. Ротациони мотор имао је финансијске предности за јапанске потрошаче у томе што је запремина мотора остала испод 1.5 литра, што је била значајна одредница приликом плаћања јапанског годишњег путног пореза.

## Развој и дизајн
Развој RX-8 може се пратити чак од 1995. године појавом концепта аутомобила РХ-01 који је имао мотор са кодном ознаком 13Б-МСП. Код RX-8 модела се издув мотора уграђивао бочно, па је тако овај мотор укупно имао снагу од 210 кс (157 кв). Због Маздине финансијске позиције и све већег тржишног интересовања за возила са повећаном удаљености од тла, РХ-01 није се даље развијао и производио. Међутим, инжењерски тим „Сканкворкс пројекат” у Мазди одржао је развој мотора са кодном ознаком 13Б-МСП живим користећи издужену шасију МХ-5 Миата модела. Развој 13Б-МСП мотора напредовао је и на крају је представљен под именом „Ренесис” заједно са „RХ-Еволв” концептним аутомобилом који је имао сличности са производном верзијом RX-8, јер је имаo задња врата која су се отварала контра. Стил је додатно усавршен у Маздиној традицији. Главни дизајнер био је Икуо Маеда, син Матасабурова Маеде (главни дизајнер оригиналног RX-7). Пројекат је добио службено одобрење управе под једним условом, а то је да резултирајући аутомобил треба имати четворо врата. Концептни аутомобил RX-8 произведен је и приказан 2001. године. Убрзо након тога на сајму аутомобила у Токију приказан је скоро готов аутомобил, чекајући коначно одобрење за производњу. Производна верзија RX-8 веома подсећа на RX-7 , осим мањих детаља. Производња је почела у фебруару 2003. године у Маздиној фабрици у Хирошими у Јапану.
RX-8 је дизајниран са мотором постављеним напред и погоном на задњим точковима. У питању је аутомобил са четири седишта и каросеријом купе. Аутомобил има расподелу тежине 50:50 на предњој и задњој осовини. Такође има веома ниско тежиште, а разлог томе је зато што је мотор постављен иза предње осовине и резервоар уграђен испред задње осовине. Предње вешање користи двоструке полуге, док је задње вешање са више веза. Тежина је драстично смањена употребом материјала као што су алуминијум и пластика за неколико каросеријских плоча. Остатак каросерије је направљена од челика, осим пластичних предњих и задњих браника. Модел са ручним мењачем користи погонско вратило од композитних угљених влакана да би се смањила ротациона маса (инерција). Снага се шаље на задње точкове кроз диференцијал са ограниченим проклизавањем који има могућност кориговања руковања, јер прати обртни момент. RX-8 је званично наследник модела RX-7 са ротационим мотором. Својим изгледом и паметним инжењерингом, заједно с типичним Маздиним углађеним вешањем овај аутомобил је одличан приликом динамичне вожње и зато је добио велики број похвала и бројне награде. Такође се добро показао и код популарних љубитеља аутомобила као и произвођача додатне опреме у Јапану.
Истакнута карактеристика RX-8 су задња зглобна врата (енгл. freestyle) која омогућавају лакши улаз на задњим седиштима. RX-8 нема такозван „Б-стуб” између предњих и задњих врата, али зато предња ивица задњих врата делује као „виртуелни стуб”. Због дизајна и врата која се преклапају, задња врата се могу отворити само када су предња отворена. Кабина RX-8 дизајнирана је тако да има довољно простора за смештај четири одрасле особе, што је чини правим четвороседом.У дизајнирању RX-8, Маздини инжењери су успели да постигну оцену крутости шасије од 30.000 нм/дег.

## Прва генерација (СЕ3П, 2002–2008)
Ранији модели RX-8, који имају број шасије СЕ3П и ЈМ1ФЕ, произведени су 2003. године иако је америчко представљање овог модела било 2004. године. Покреће га Ренесис 13Б-МСП (2-роторни, вишестрани) „Ванкел мотор”, запремине 1.3 литара. Првих година производње наведени мотор био је доступан у стандардној верзији и снажнијој верзији. Стандардна верзија Ренесис мотора имала је 191 кс (142 кв) и била је упарена са 5-степеним ручним или 4-степеним аутоматским мењачем. Снажнија верзија била је доступна само са шестостепеним ручним мењачем и имала је 238 кс (177 кв). За северноамеричко тржиште, Мазда је накнадно објавила снагу мотора и то за стандардну 189 кс (141 кв) и снажнију верзију 237 кс (177 кв). Ова генерација је имала бочно смештене издувне цеви и овај систем издувног система је довео до тога да овај модел има далеко мању потрошњу горива и мање емисију штетних гасова у односу на његовог претходника. Ово је омогућило продају у Северној Америци.
RX-8 је био доступан у различитим варијантама на различитим тржиштима широм света. Варијације мотора у зависности од различитих тржишта су следеће:
- 6-степени мануелни мењач са мотором снаге 235 кс (173 кв) при 8250 о/мин и 216 Нм обртног момента. Овај тип мотора био је продаван у Северној Америци. Овај модел је еквивалент моделу „Тајп С” у Јапану.
- 5-степени мануелни мењач са мотором снаге 189 кс (141 кв) са блокадом мотора од 7.500 о/мин. Ова комбинација погонског склопа није била доступна у Северној Америци.

- 6-степени аутоматски мењач са опцијом ручног пребацивања брзина (уведен у САД за моделе од 2006. године, заменивши четворобрзински аутоматски мењач) са мотором снаге од 212 кс (158 кв) и 216 Нм обртног момента при 7.500 о/мин. [5]Ово је био мало дорађен мотор, јер је имао још два додатна спортска филтера за усис свежег ваздуха. 2006. године модели са аутоматским мењачем добијају други хладњак уља, исти какав поседују и модели са ручним мењачем.

Све аутоматске верзије имале су моторе с нижим излазним/мањим обртајима због недостатка трансмисије која би могла поуздано да се носи са високим обртајима мотора.

### Маздаспид
Мазда је 2003. године најавила фабричку верзију Маздаспид RX-8 која ће бити намењена само за тржиште Јапана. Овај модел је био базиран на платформи Тајп С модела и додатно је дорађен у Маздином посебном одељењу. Највише промена и побољшања је одрађено на механици, суспензији  и аеродинамици у односу на класичан RX-8. Маздаспид RX-8 модели су имали најбоље перформансе. Механичка побољшања и побољшања вешања укључују комплетан нови издувни систем, унапређене свећице, побољшану масу акумулатора, олакшан замајац, побољшано балансирање ексцентричног вратила, спортске кочионе плочице, чвршће шипке против превртања, четворостране предње носаче потпорног носача, задњу цев као заштиту од превртања и спортске амортизере са могућности штеловања висине и снаге притиска. Одељење Маздаспид је и побољшало аеродинамику аутомобила, дајући му нови предњи браник са повећаним усисом ваздуха и хладњаком уља, као и додатним пластичним праговима, задњим додатком на гепеку и великим усмеривачем ваздуха такође на гепеку. Маздаспид RX-8 је била у понуди са две ексклузивне боје и то у страто блу мика (енгл. Strato Blue Mica) и санлајт силвер металик (енгл. Sunlight Silver Metallic) боји. Израђено је укупно 480 примерака, а њихова малопродајна цена је износила 35.000 долара. Мазда је такође продавала Маздаспид додатке широм света путем својих овлашћених продавница. Ово је омогућило надоградњу стандардних RX-8 на Маздаспид стандарде путем заступника широм света.

### НР-А
Мазда је представила НР-А комплет за RX-8 Тајп С у јануару 2004. године који је одобрила Јапанска аутомобилска федерација (ЈАФ). Комплет НР-А се продавао преко Мазде Анфини и других овлашћених продавница широм Јапана. Овом надоградњом, RX-8 је спреман за једносатну такозвану „Party Race” трку коју је ЈАФ одобрио. Комплет укључује предње штитнике браника, спортске радијаторе, комплет хладњака за уље,куке за вучу и спортске кочнице.

### Хидроген РЕ
На међународном сајму аутомобила у Северној Америци 2004. године, Мазда је представила RX-8 Хидроген РЕ концептни аутомобил, осмишљен да ради на водоник или на бензин. У Фебруару 2006. Мазда је најавила да ће почети давати у закуп двоструко гориво RX-8 комерцијалним купцима у Јапану, а у марту 2006. године најавила је своја прва два купца, тврдећи да су прве флоте аутомобила испоручили са двојним погоном на водоник/бензин. У 2008. године у ХиНор је испоручено 30 RX-8 ХРЕ модела.

### Шинка
Током 2005. и 2006. године, Мазда је представила прво специјално издање RX-8 под називом „Спортс Престиж Лимитед” у Јапану и „Шинка” у Северној Америци. Шинка је узела име од своје јапанске речи која значи „трансформација” или „еволуција”. Овакав модел је долазио са „трешња” црном бојом и бисерно белом бојом, Мика изгледом споља, кожном унутрашњости и 18-инчним хромираним фелнама. Од укупне производње 2.150 возила, 1357 је произведено за северноамеричко тржиште. Најзначајнија механичка промена је била у спортским „Билштеин” амортизерима и додатним попречним ојачањима каросерије возила.

### Еволв
Производња је покренута 2006. године, а прво специјално издање је било намењено за Велику Британију. Нови модел је добио име по оригиналном Маздином концепту виђеном у Детроиту 2000. године и био је ограничен на серијску производњу од само 500 аутомобила.

Јача верзија која је имала мотор од 228 кс (170 кв) имала је две ексклузивне боје („бакарно” црвена и „фантом” плава). Имала је и алуминијумске фелне 18*8Ј , полиран алуминијумски наставак браника,тамно сребрна предња светла, спортска огледала, полиране бочне отворе за проток ваздуха, облоге средишњег стуба и хромирани издувни систем. Унутра се одликује јединственом спортском пресвлаком од коже и алкантаре, пресвученим црним кожним воланом и ручицама мењача и ручне кочнице.

### ПЗ
У мају 2006. године Мазда је представила RX-8 ПЗ за тржиште Велике Британије. Овај аутомобил је заједнички развијен са мотоспорт компанијом Продрајв. ПЗ је доступан само са ручним шестостепеним мењачем. ПЗ је долазио са алуминијумским фелнама са 10 кракова, предњим и задњим црним мрежастим решеткама и са великим додатком на гепеку за усмеравање ваздуха који је омогућио далеко већу границу максималне брзине. Такође, точкови и задњи додатак на гепеку су израђени од угљеничних влакана помоћу компаније Продрајв. Значајна побољшања су урађена на огибљењу како би се побољшало управљање. Уграђивани су амортизери фирме „Билштеин” и опруге фирме „Ајбах”. Коначно је аутомобил добио јединствени надограђени двоструки издувни систем са издувним цевима брендираним као „Продрајв”. Само 800 аутомобила је направљено и цена је износила 25.995 фунти. Долазио је у две боје и то у „галакси” сивој варијанти и „брилијант” црној.

### Ревелејшн
Ревелејшн је аустралијско специјално издање RX-8 са ограниченим  серијом производње од 100 аутомобила. Модел је објединио врхунске карактеристике стандардног RX-8 са 9 звучника марке „Босе”, кожним седиштима у пешчано-беж боји, више клавирских црних акцента на унутрашњост. Испоручивао се са стандардним ротационим мотором Ренесис 13Б. Као и стандардне RX-8 варијанте, Ревелејшн је имао 18-инчне фелне, контролу задњег погона, електронску контролу стабилности, шест ваздушних јастука, темпомат, електричне прозоре, диференцијал са ограниченим проклизавањем, клима уређај и још доста тога. У овој варијанти су додате чвршће шипке против превртања, попречна ојачања каросерије. Ревелејшн је долазио у новим бојама као што је бакарно црвена. Додати су и ксенонски фарови уоквирени хромираном лајсном и прва оваква Мазда продата је у Аустралији са системом покретања и изласком из аута без кључа.

### Немесис
Модел „Немесис” трећи је модел специјалног издања који је приказан у Великој Британији. Приказан је 2006. године, мада су неки аутомобили регистровани 2007. године. Ова варијанта се одликује јединственим бојама и унутрашњости која је украшена новим детаљима. Ова Мазда је добила и нови пакет опреме. Немесис је имао стандардну моторизацију од 189 кс (141 кв), укључујући јединствену унутрашњост. Долазио је са петостепеним ручним мењачем. Немесис има неколико других јединствених карактеристика споља и унутра. На располагању биле су специјалне боје, бакарно црвена и јединствена нијанса бордо-плаве, полиране алуминијумски додаци на бранику, полирани отвори за проток и хлађење кочионих чељусти. У унутрашњости су се налазиле специјалне патоснице са логотипом „Немесис”. У снажнијој верзији од 245 кс (183 кв), Немесис поседује предња светла за маглу, грејана предња седишта, електрично подешавање возачевог седишта, луксузно озвучење са девет звучника, црни кожни управљач, кожну ручицу мењача и кочнице. Највећа брзина је 224 km/h и до 100 km/h је било потребно 7.2 секунде. Сваки купац ове варијанте је добио један дан вожње на стази како би се упознао са будућим аутомобилима. Израђено је само 350 примера, 200 у бакарно црвеној и 150 у бордо-плавој боји.

### Маздаспид Мз Тјун
У децембру 2006. године, нова Маздаспид RX-8 је била доступна само у Јапану. Маздаспид Мз Тјун је намењена највише за тркачку стазу, јер је фокус приликом израде био искључиво на перформансе, док се је комфор био мање значајан. Био је опремљен посебним спортским издувом, олакшаним замајцем, побољшаним хладњацима, спортски амортизерима и опругама „Билштејн”. Ова верзија је добила нови аеродинамични комплет који садржи нове предње усисе на браницима,бочне пластичне додатке на праговима и задњи додатак браника.

### Куро
Мазда је 2007. године представила ограничену верзију за Јапан и Северну Америку познату под именом Куро. Производња је била ограничена на 500 аутомобила. Сви аутомобили су били у црној боји са 18-инчним моноблок фелнама. Верзија Куро је користила напредни Ренесис мотор и шестобрзински мануелни мењач. Мотор је имао 227 кс (169кв). У унутрашњости је доминирала црна кожа, луксузни аудио систем, грејана седишта, електро управљиво седиште возача, темпомат, аутоматска клима, контрола проклизавања, динамичка контрола стабилности и осам ваздушних јастука. Ова верзија Мазде RX-8 има потпуно подесив предњи и задњи тркачки трап, већи промер издувних цеви, светла за маглу, чвршћи кавез против превртања, бољи систем хлађења мотора, ограничени диференцијал и задњи усмеривач на гепеку за пружање веће стабилности аутомобила. Ова верзија Мазде RX-8 је имала цену од 60.000 америчких долара.

### 40. годишњица ограниченог издања
2007. године представљено је ограничено издање које ће прославити 40. годишњицу Маздиног ротационог мотора. Ова верзија је имала 18-инчне фелне са 10 кракова које су представљале нови стилски правац Мазде и оне су се касније уграђивале у рестилизоване Мазде после 2009. године. Додата су предња светла за маглу која су емитовала плаву светлост, логотип 40. годишњице на предњим крилима и аеродинамични усмеривач на гепеку. Ове Мазде су са производних трака силазиле са уграђеним спортско подешеним огибљењем које је доприносило бољој управљивости возила. Ова ограничена верзија се мало разликовала на међународним тржиштима. Јапанска верзија је долазила у белој боји, док је за тржиште Северне Америке она долазила у тамно плавој боји са црвеном кожном унутрашњости. У Северној Америци је ова верзија била доступна тек 2008. године. У Канади је направљено само 100 оваквих примерака и ова возила су имала унутрашњост од црне коже са додацима црвене боје. За Аустралијско тржиште је само у 2008. години произведено 200 примерака и то са белом унутрашњости где је преовладавала седишта од алкантаре прошивена белим концем. У Великој Британији је ова верзија била ограничена на 400 аутомобила који су се испоручивали у две боје.

## Друга генерација Мазде RX-8 (2008-2012)
У новембру 2008. године Маздини инжењери су побољшали чврстоћу каросерије RX-8 додавањем металних цеви у моторном простору између кошева. Геометрија задњег огибљења је побољшана,а самим тим и управљивост аутомобила. Однос преноса погона и степена преноса на аутомобилима са мануелним мењачем је скраћен са 4444 на 4777. Иако минималне, ове промене су довеле до тога да RX-8 има веће убрзање и перформансе. Маздини инжењери су тврдили да је нова генерација била бржа од старије због нижег преноса и побољшаног вешања. Ренесис мотор друге генерације које се почео уграђивати 2009. године, укључивао је трећи отвор за убризгавање уља у свако кућиште ротора како би се уље довело до средине окренутог ротора.
Нова генерација RX-8 модела је добила и унапређени спољашњи и унутрашњи изглед. Побољшања за 2009. годину су донела агресивнији предњи и задњи браник. Освежени RX-8 је испоручиван са висококвалитетним предњим и задњим светлима, као и већим издувним цевима (90 мм или 3.5 инча). 2009. RX-8 је понудио нови дизајн точкова са пет кракова који је садржао симболичан и спортски дизајн који подсећа на ротациони мотор са различитим распоредима за сваку величину точкова. Ова генерација се испоручивала са три пакета опреме од 2009. до 2012. године (спорт, гранд туринг и Р3).

### Маздаспид концепт
Маздаспид RX-8 је опремљена тркачким седиштима и новим аеродинамичком пакетом за освежени RX-8. Мазда, међутим није на крају из неког разлога продавала додатке за Маздуспид нове генерације. Све ово се завршило на концепт моделу.

### Р3
Верзија Р3 први пут је представљена 2005. године у Јапану. Ова верзија је била веома ограничена и имала је 1.3 литарски Ренесис „Ванкел мотор” и квалитетнији аудио систем. Модел Р3 је поново представљен 2009. године. Пакет Р3 из 2009. године донео је мало побољшану суспензију у односу на базни модел додавањем „Билштеин” опруга и амортизера. Испоручивале су се 19-инчне фелне са гумама високих перформанси. Спољашност Р3 је била другачија јер се разликовао предњи браник, додатни бочни прагови и сада већ стандардизован додатак на гепеку. Унутра је Р3 модел долазио са спортским седиштима произвођача „Рикаро”, 300-ватним аудио системом заједно са блутут технологијом и Маздиним напредним систем уласка и покретања мотора без кључа. У Р3 моделу није био у понуди електрични кров.

### Спирит Р
Спирит Р је ограничено издање RX-8 израђено из једног разлога, а то је да прослави крај производње RX-8 модела. Назив „Спирит Р” заснован је на финалном ограниченом издању RX-7 и RX-7 Спирит Р. То је најбржи и најскупљи RX-8 икад направљен. Спирит Р је био ограничен на само 1000 аутомобила и искључиво се продавао у Јапану.
Аутомобил је имао два избора мењача: 6-степени ручни мењач и 6-степени аутоматски мењач. Карактеристике ове варијанте RX-8 модела су имале биксенонске фарове, 4-клипне црвене предње и задње кочионе чељусти, високо квалитетне гуме, 7.1-канални аудио систем од 300 вaти, аудио пилота и клавир црну облогу тунела за пренос погона на задњим точковима.
Мазда је доста делова прерадила и електронику мотора како би добила највећу количину максималне снаге. Додата је пумпа високог притиска за гориво као и већи хладњак са бржим вентилаторима који помажу хлађењу мотора. Систем за довод хладног ваздуха је унапређен. Пумпа за дозирање уља је надограђена како би роторима обезбедила више уља. Додат је ограничени издув од нерђајућег челика са већим 3.5 инчним завршецима. Додат је специјални диференцијал са ограниченим проклизавањем, систем за паљење унапређен и сам одзив папучице гаса. Уграђени су спортски амортизери и опруге са додатним попречним додацима суспензије са убризгавањем уља, а самим тим и додатног притиска. Мазда се доста усредсредила на смањењу тежине, па је тако хауба, задња врата и поклопац пртљажника направљен од алуминијума. Такође је додат и оквир од магнезијума за управљање заједно са лаганим вратилом од угљеничних влакана. Модел са ручним мењачем стигао је са специјалним лаганим кожним Спирит Р седиштима и лаганим кованим 19-инчним фелнама од алуминијумске легуре. Модел са аутоматским мењачем је поседовао као стандардну опрему: 10-смерна кожна седишта са подесивим лумбалним делом и црну боју коже са црвеним шавовима, 18-инчне лагане точкове са спортским гумама. Неки модели су добили црвена кожна седишта прошивена белим концем.
Са свим побољшањима ова верзија RX-8 достизала је 100 km/h за 5.7 секунди. Аутомобил је могао да достигне и максималну брзину од 270 km/h, што га чинило најбржим фабричким RX-8 икада израђеним.
Избор спољашње боје за Спирит Р је био ограничен на алуминијум металик , блиставо црну и кристално белу.
Мали број Спирит RX-8 модела се продао у Индонезији, Малезији и Новом Зеланду.

### Крај производње
Продаја RX-8 се завршила 2010. године у Европи, пошто није испунио стандарде о емисији штетних гасова.
Производња RX-8 се завршила 2012. године у Јапану. Мазда је произвела 192.094 аутомобила од 2003. године. Производња ротационог мотора завршена је 21. јуна 2012. године након чега је 22. јуна 2012. склопљен последњи примерак оваквог аутомобила у Маздиној фабрици у Хирошими.

## Програм продужења гаранције
Овлашћени Маздин дилер у Северној Америци „Mazda North American Operations”је продужио гаранцију на моторе за све моделе направљене у периоду од 2004.-2008. године. Продужетак гаранције покрива само језгро мотора које се састоји од кућишта ротора и унутрашњих делова као и заптивача. У овој гаранцији није било укључено квачило и погонски склоп (мењач или диференцијал). Проширена гаранција мотора није била понуђена ни на једном другом тржишту.

## Мотоспорт
RX-8 је у разним тркама коришћен од стране приватних лица. Постигао је значајне успехе од којих је најистакнутији био победник класе ГТ Даитона 2008. и 2010. године. Ова победа означава 23. победу у трци издржљивости у Даитони од стране Мазда тркачког аутомобила на ротационом погону. Аутомобил покрећу 20Б ротациони мотори, али је тркачки аутомобил израђен на шасији од посебних цеви, а не као обичан серијски аутомобил.
Возач „Ryan Eversley” је победио у обе трке 2010. године на такмичењу „SCCA World Challenge Mid-Ohio Grand Prix” у овој класи аутомобила.
Остале  тркачке серије укључују такмичење „KONI Challenge Series in the Street Tuner class”. RX-8 је представљен у спонзорисаној Мазда серији "Formula Women" у којој су учествовали возачи женског пола са мало модификованим RX-8. RX-8 је такође учествовао у тркама издржљивости 2005. и 2006. године. У Белгији Мазда тренутно спонзорише возаче у ГТ серији. Аутомобил RX-8 је такође освојио прво место„IMSA Continental Tire Sports Car Challenge” 2005. године.
2014. године је Удружење за ротационе трке Мазде на Северном острву на Новом Зеланду увело нову категорију где су учествовали само RX-8 модели. RX-8 аутомобили се данас такмиче на Северном и Јужном острву као и у шампионату H3. Ове трке и категорија трка су данас преименована у „Mazda Racing Series” и представљају највећа такмичења у овој држави.
У 2019. години, Клуб класичних спортских аутомобила у Великој Британији је увео RX-8 Трофи за легални путнички аутомобил. Овакве Мазде су биле развијане две године и пружале су најјефтинији начин тркања на стази и вожњу на обичним путевима. Сваки RX-8 модел је морао задржати удобност, клима уређај, грејаче и стерео уређаје. Зато се аутомобил могао користи и у свакодневој вожи, али и на тркачкој стази.
RX-8 се повремено користио у такмичењима „Formula Drift”. Сваки возач је прилагођавао шасију како би добио најбоље резултате током такмичења.

## Награде
Од октобра 2006. године RX-8 је освојио 37 међународних награда, укључујући „International Engine of the Year” 2003. године, „Japanese Car of the Year” 2003. године, „Australia's Wheels magazine's Car of the Year” 2003. године, „Singapore Car of the Year” 2004. године, „U.S. Best Sports Car” и „UK Best Car Awards” 2004. године. RX-8 је именован за најбољи аутомобил у магазину „Car and Driver magazine's” 2004,2005 и 2006. године. Такође је заузео 1. место на тесту „Four of a Kind”. 2012. године RX-8 је заузео 3. место од укупно 7 аутомобила у Америци за најбоље спортске аутомобиле који коштају мање од 100.000 америчких долара.